# Calcio Catania
Calcio Catania – włoski klub piłkarski z sycylijskiego miasta Katania.

## Historia
Został założony w 1908 roku. Awans do Serie A uzyskał w 1954, ale już po jednym sezonie został zdegradowany do Serie B. Katania do najwyższej klasy rozgrywek we Włoszech awansowała ponownie w 1960 i pozostała w niej przez kolejne sześć sezonów. W 1966 klub został zdegradowany i później tylko dwa razy awansował ponownie: w sezonie 1970/71 i 1983/84. Po ostatnim awansie zaczął się upadek klubu, którego kulminacją było ogłoszenie bankructwa w 1993. Po zmianie właściciela, klub zaczął powoli piąć się w górę by w 2006 awansować do Serie A. Po sezonie 2013/14 wróciła do Serie B. W czasie sezonu 2014/15 została zdegradowana do Serie C w związku z aferą korupcyjną, trener i właściciel klubu Antonio Pulvirenti przyznał się do prób ustawienia pięciu meczów. W sezonie 2017/2018 w wyniku upadłości FC Bari 1908 i AC Cesena Catania miała szansę wrócić do Serie B, jednak tak się nie stało.

## Obecny skład
Stan na 1 lutego 2024
| Nr | Poz. | Piłkarz                             |
| -- | ---- | ----------------------------------- |
| 1  | BR   | Klavs Bethers                       |
| 2  | OB   | Marcos Curado                       |
| 3  | OB   | Kevin Haveri (wypożyczony z Torino) |
| 5  | OB   | Francesco Rapisarda                 |
| 6  | PO   | Emanuele Ndoj                       |
| 7  | PO   | Andrés Tello                        |
| 8  | PO   | Stefano Sturaro                     |
| 9  | NA   | Rocco Costantino                    |
| 10 | NA   | Samuel Di Carmine                   |
| 11 | OB   | Antonio Mazzotta                    |
| 13 | OB   | Devid Eugene Bouah                  |
| 14 | OB   | Ivan Kontek                         |
| 15 | OB   | Tommaso Silvestri                   |
| 16 | PO   | Alessandro Quaini                   |
| 18 | PO   | Giuseppe Rizzo (kapitan)            |

| Nr | Poz. | Piłkarz            |
| -- | ---- | ------------------ |
| 19 | PO   | Diego Peralta      |
| 22 | BR   | Jacopo Furlan      |
| 23 | PO   | Nana Welbeck       |
| 26 | OB   | Filippo Lorenzini  |
| 27 | OB   | Alessio Castellini |
| 28 | OB   | Alessandro Celli   |
| 30 | NA   | Emanuele Cicerelli |
| 31 | NA   | Marco Chiarella    |
| 32 | NA   | Cosimo Chiricò     |
| 33 | PO   | Roberto Zammarini  |
| 46 | OB   | Salvatore Monaco   |
| 77 | NA   | Davide Marsura     |
| 90 | NA   | Pietro Cianci      |
| 95 | BR   | Marco Albertoni    |